# 甘丹颇章

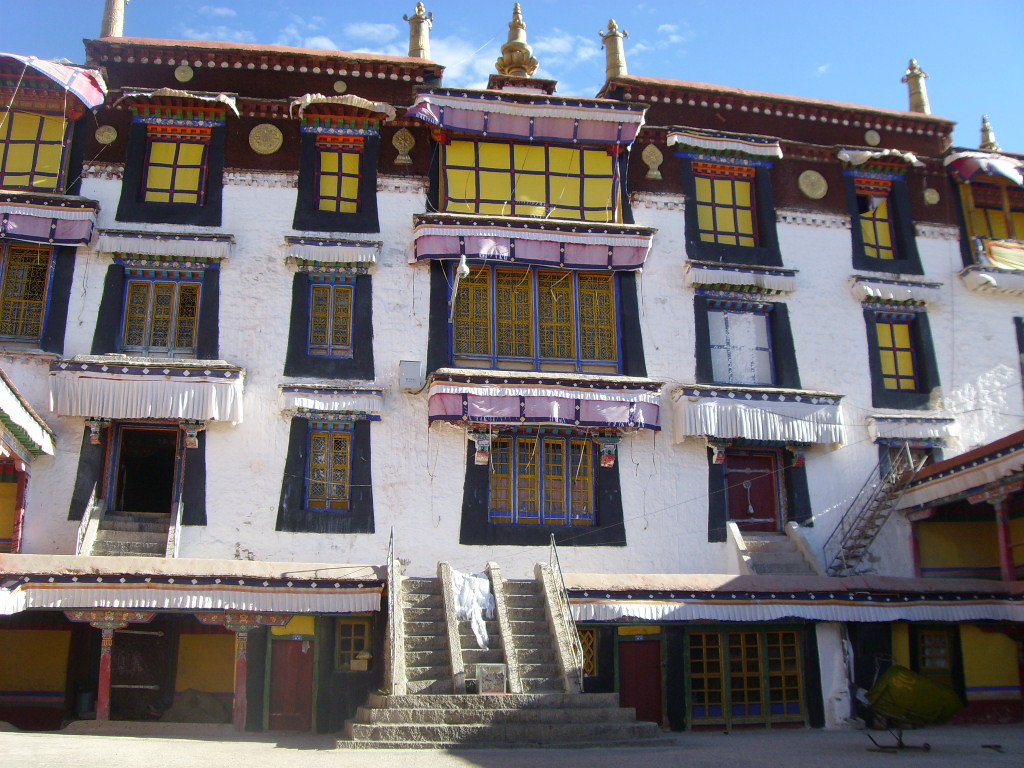
哲蚌寺的甘丹頗章

甘丹颇章（藏語：དགའ་ལྡན་ཕོ་བྲང，威利转写：dga' ldan pho brang），又译噶登頗章、噶丹颇章，是藏传佛教格鲁派领袖达赖喇嘛在哲蚌寺的寝宫。
重建布达拉宫以前，五世达赖喇嘛住在甘丹颇章，从那里开始执掌了西藏的政教大权，甘丹颇章成为西藏政府的同义语，史学界故称达赖喇嘛主持西藏的政权为“甘丹颇章政权”（藏語：དགའ་ལྡན་ཕོ་བྲང་གི་སྲིད་སྐྱོང་དུས་རབས།）。甘丹颇章政权包括和硕特汗国（1642年－1717年）、第巴政权（1642年－1720年）、噶伦联合执政时期（1720年－1727年）、西藏郡王政权（1727年－1750年）、噶厦政权（1750年－1959年）。
1959年藏區騷亂後，十四世達賴喇嘛流亡印度。噶廈被中華人民共和國政府廢除，改為西藏自治區人民政府。達賴喇嘛在達蘭薩拉組建西藏流亡政府，該流亡政府全稱「博雄甘丹頗章確勒郎傑」（藏語：བོད་གཞུང་དགའ་ལྡན་ཕོ་བྲང་ཕྱོགས་ལས་རྣམ་རྒྱལ་，威利转写：bod gzhung dga' ldan pho brang phyogs las rnam rgyal），意為「西藏喜樂宮勝十方政府」，又簡稱「甘丹頗章」。後來西藏流亡議會通過決議，將政府改名為藏人行政中央。